# NGC 5698
NGC 5698 är en stavgalax i stjärnbilden Björnvaktaren ungefär 200 miljoner ljusår ifrån oss. Supernovan SN 2005bc observerades i NGC 5698 2005.